# 망누스 스벤손
얀 토레 망누스 스벤손(스웨덴어: Jan Tore Magnus Svensson, 1969년 5월 10일 ~ )은 미드필더로 활약한 스웨덴의 전직 프로 축구 선수이다. 1988년 빈베르크 IF에서 선수 생활을 시작한 그는 할름스타드, 비킹, 브뢴비 IF를 대표한 후 2006년 할름스타드에서 은퇴했다. 1996년부터 2003년까지 풀 국가대표로 활약한 그는 스웨덴 국가대표팀에서 32경기에 출전해 2골을 넣었다. 그는 UEFA 유로 2000과 2002년 FIFA 월드컵에서 스웨덴을 대표했다.

## 구단 경력
스벤손은 스웨덴 빈베르크에서 태어났다. 그의 경력은 빈베르크 IF에서 시작되었지만 곧 알스벤스칸 챔피언십에서 할름스타드에 합류했다. 1998년부터 2002년까지 그는 노르웨이 클럽 비킹에서 뛰기 위해 해외로 이주했으며, 그곳에서 팬들의 열렬한 사랑을 받았다. 그는 2000년 봄 덴마크 클럽 브뢴비 IF에 의해 NOK 1,250만 달러에 영입되면서 덴마크 수페르리가에서 가장 비싼 선수가 되었다. 2002년에 할름슈타트에 다시 합류했다.
2006년은 스벤손이 할름스타드에서 보낸 마지막 해였으며, 2007년에 빈베르크로 다시 이사했다.

## 국가대표팀 경력
스벤손은 1996년 2월 22일, 일본과의 친선 경기에서 스웨덴 국가대표팀으로 데뷔했다. 그는 2001년 2월 12일, 중국과의 친선 경기에서 2-2 무승부 후반에 마티아스 욘손과 교체 투입되어 첫 국제 경기 골을 기록했다.
스벤손은 잉글랜드와의 UEFA 유로 2000 예선 경기에서 0-0 무승부 70분에 헨리크 라르손을 대신해 스웨덴 국가대표팀에 데뷔했다. 그는 세 경기에 출전하여 스웨덴이 대회에 진출하는 데 기여했다. UEFA 유로 2000 동안 그는 튀르키예와 이탈리아와의 조별 리그 경기에 참가했지만 스웨덴은 8강에 진출하지 못했다.
2002년 FIFA 월드컵 예선에서 스벤손은 두 경기에 출전하여 1994년 이후 스웨덴의 첫 월드컵 본선 진출에 기여했다. 그는 스웨덴을 대표하여 4경기에 모두 출전했으며, 스웨덴은 2라운드에 진출했지만 세네갈에게 골든골을 허용하며 탈락했다.
스벤손은 두 번의 UEFA 유로 2004 예선 경기에 참가했지만, 최종 토너먼트 명단에 들지 못했다. 그의 마지막 국제 경기 출전은 2003년 6월 11일, 폴란드와의 UEFA 유로 2004 예선 경기였다. 스벤손은 1996년부터 2003년까지 스웨덴 국가대표로 활약하며 32경기에 출전해 두 골을 넣었다.